# Tambellup
Tambellup è una città situata nella regione di South West, in Australia Occidentale; essa si trova 290 chilometri a sudest di Perth ed è la sede della Contea di Broomehill-Tambellup.

## Storia
La zona di Tambellup venne frequentata da coloni europei fin dal 1840, soprattutto per la caccia al canguro e per sfruttare i boschi di sandalo, ma per molti anni nessuno decise di costruire qui un insediamento fisso a causa dell'aridità del suolo. I primi a stabilirsi in quella che all'epoca veniva chiamata Tambellelup furono Josiah ed Ellen Norrish nel 1873, seguiti fra la fine del XIX e l'inizio del XX secolo da altre famiglie che fondarono una comunità stabile, favorita dal passaggio della ferrovia che univa Perth ad Albany (inaugurata nel 1889). Il nome venne contratto in Tambellup proprio con l'arrivo della ferrovia.
Tambellup deriva da una parola in lingua noongar che significa luogo dei molti tammar: prima dell'arrivo dei colonizzatori qui si trovavano infatti numerosi wallaby tammar, abitualmente cacciati dalle popolazioni aborigene.
Tambellup sorge lungo il corso del Gordon River. Nel corso della sua breve storia, la città ha subito due inondazioni da parte del fiume, una nel 1955 (quando alcune zone si trovarono circa un metro sott'acqua) ed un'altra nel 1982.